# Szewce (województwo dolnośląskie)
Szewce (niem. Schebitz) – wieś w Polsce położona w województwie dolnośląskim, w powiecie trzebnickim, w gminie Wisznia Mała, na północ, w odległości 3 km od Wrocławia. Jedna ze stacji dla pociągów osobowych na trasie kolejowej Wrocław-Poznań. 

## Podział administracyjny
W latach 1975–1998 miejscowość położona była w województwie wrocławskim.

## Oświata
We wsi funkcjonuje zespół szkół. Gimnazjum Publiczne w Szewcach założone zostało 1 września 1999 a z dniem 1 września 2005 zostało połączone ze Szkołą Podstawową tworząc Zespół Szkół w Szewcach.

## Dawne nazwy
- 1322 r. - Szewecz
- 1396 r. - Schebicz
- 1739 r. - Schabitz
- połowa XVIII wieku - Schebitz
- 1795 r. do 1937 r. - Schegitz

Nazwa niemiecka jest zniekształconym zapisem fonetycznym nazwy pierwotnej, pochodzącej prawdopodobnie od wyrazu szewc.

## Historia
Wieś wzmiankowana pierwszy raz już w 1322 r. 

## Wykolejenie pociągu
13 października 2009 w pobliżu wsi doszło do wykolejenia pociągu pospiesznego relacji Kraków Główny – Świnoujście. W wyniku wypadku z torów wypadło 11 z 12 wagonów i lokomotywa elektryczna.

## Zabytki
Do wojewódzkiego rejestru zabytków wpisany jest:
- kościół parafialny pw. św. Anny, w pierwszej połowie XIV wieku wzniesiono tu kościół, który został przebudowany w XVIII wieku. Zmieniono wtedy sklepienie prezbiterium na krzyżowe, przekształcono okna i przypory, po stronie zachodniej i północnej powstały dwa ostrołukowe portale o bogatym, lecz nieco ludowym wystroju. Wzniesiono rokokową ambonę. Do dziś zachowały się pochodzące z XIV w. fragmenty wieży (dolna jej część) zbudowane z cegły i ciosów kamiennych. jest to kościół jednonawowy, oskarpowany na narożach. We wnętrzu znajduje się barokowy ołtarz z początku XVIII wieku, z obrazem św. Anny, patronki kościoła pędzla F. A. Schefflera z 1740 roku oraz renesansowa chrzcielnica z początku XVII wieku Kościół parafialny pw. św. Anny w Szewcach wpisany jest do rejestru zabytków pod nr 1209 decyzją z dnia 15 grudnia 1964 r[6].

inne zabytki:
- dom dróżnika wybudowany został około 1856 roku wraz z budową linii kolejowej Wrocław-Poznań, znajdujący się za mostem nad Widawą. Dopiero kilkanaście lat później, w roku 1873 powstała we wsi stacja kolejowa.